# Porta Caelimontana
La Porta Caelimontana o Celimontana era una porta de la Muralla Serviana que s'obria en direcció al turó Celi (Caelius Mons).
D'aquesta porta sortia la via Caelimontana. A finals del segle xix i a principis del segle xx es van descobrir diverses tombes al llarg d'aquesta via, però algunes d'elles han desaparegut.
La porta va ser reconstruïda durant el principat d'August. Segons una inscripció, l'Arc de Dolabel·la es va construir a la zona l'any 10, durant el consolat de Publi Corneli Dolabel·la i Gai Juni Silà, però hi ha desacord sobre si aquest arc es va fer per reconstruir la Porta Caelimontana. L'arc es va incorporar més tard a l'estructura de suport d'un ramal de l'aqüeducte d'Anio Novus, construït durant el regnat de Neró. Se suposa que ho va fer durant el programa de reconstrucció de Roma després del Gran incendi de l'any 64.
Durant el Renaixement, per passar per la Porta Caelimontana s'havia de pagar un portatge.